# Arlena di Castro
Arlena di Castro es una localidad y comuna de Italia ubicada en la provincia de Viterbo, región de Lacio. Su población es de 892 habitantes.

## Evolución demográfica
| Gráfica de evolución demográfica de Arlena di Castro entre 1861 y 2001 |
|                                                                        |
| Fuente ISTAT - Elaboración gráfica hecha por Wikipedia                 |